# 이춘풍전
《이춘풍전》(李春風傳)은 판소리계 소설이다. 최근 <이춘풍전>의 창작시기가 1900년대 전후라는 주장이 대두됐다.

## 작품 소개
판소리로 불렸다는 기록은 없으나, 문체나 사설 면에서 판소리의 영향을 받아 창작된 판소리계 소설이다. 여러 종의 이본이 있으나, 시기가 앞서면서도 내용이 풍부한 서울대 가람문고본을 원본으로 했다. 
＜이춘풍전＞은 조선 시대 말기에 만들어진 작품으로 알려져 있다. 이 작품은 구성 방식, 서술 시점, 공식적 표현구, 문체 및 서사 진행 투어 등에서 판소리와 깊은 관련이 있음을 드러내고 있다. 상품경제의 발달과 자본의 발달 등 근대화 이행기에 놓인 당대의 세태를 재물을 탕진하는 한량을 중심으로 그려내고 있다는 점에서 ＜계우사＞와 유사한 구조를 지니고 있다. 
＜이춘풍전＞은 문제적 인간의 길들이기 방식이라는 공통된 작품 내적 구조를 견지하면서도 ＜계우사＞와 달리 작품 전면에 춘풍의 처를 내세우고 있다는 점에서 차별성을 지닌다. ＜이춘풍전＞은 탕아, 기생, 처의 삼각 구도 속에서 처를 주동자로 내세우고 기생 추월을 대결적 관계로 설정하고 있다. 어리석은 남편의 모습과 현명한 처의 모습을 대비적으로 보여준다는 점에서 전통적인 우부현녀담을 변형한 이야기라고 볼 수 있다.
<이춘풍전>의 창작시기가 1900년대 전후이며, 1896년 당시 조선인의 불매운동에 폐간위기에 놓인 일본신문 <한성신보>가 난관타개용으로 게재한 소설의 패러디물로 창작됐다는 주장이 제기됐다. 김준형 부산교대교수(국어교육과)는 최근 한국어문교육연구회 등이 개최한 학술대회에서 ‘남준여걸과 이춘풍전’ 발표를 통해 “<이춘풍전>은 1896년 일본인 신문인 <한성신보>가 9월28일부터 10월22일까지 연재한 ‘남준여걸(男蠢女傑)을 패러디해서 완성한 작품”이라고 주장했다.

## 서지 정보
- 최혜진 역, 2009년, 지식을만드는지식[깨진 링크(과거 내용 찾기)] ISBN 978-89-6406-365-1